# Christian Löffler (Jurist)

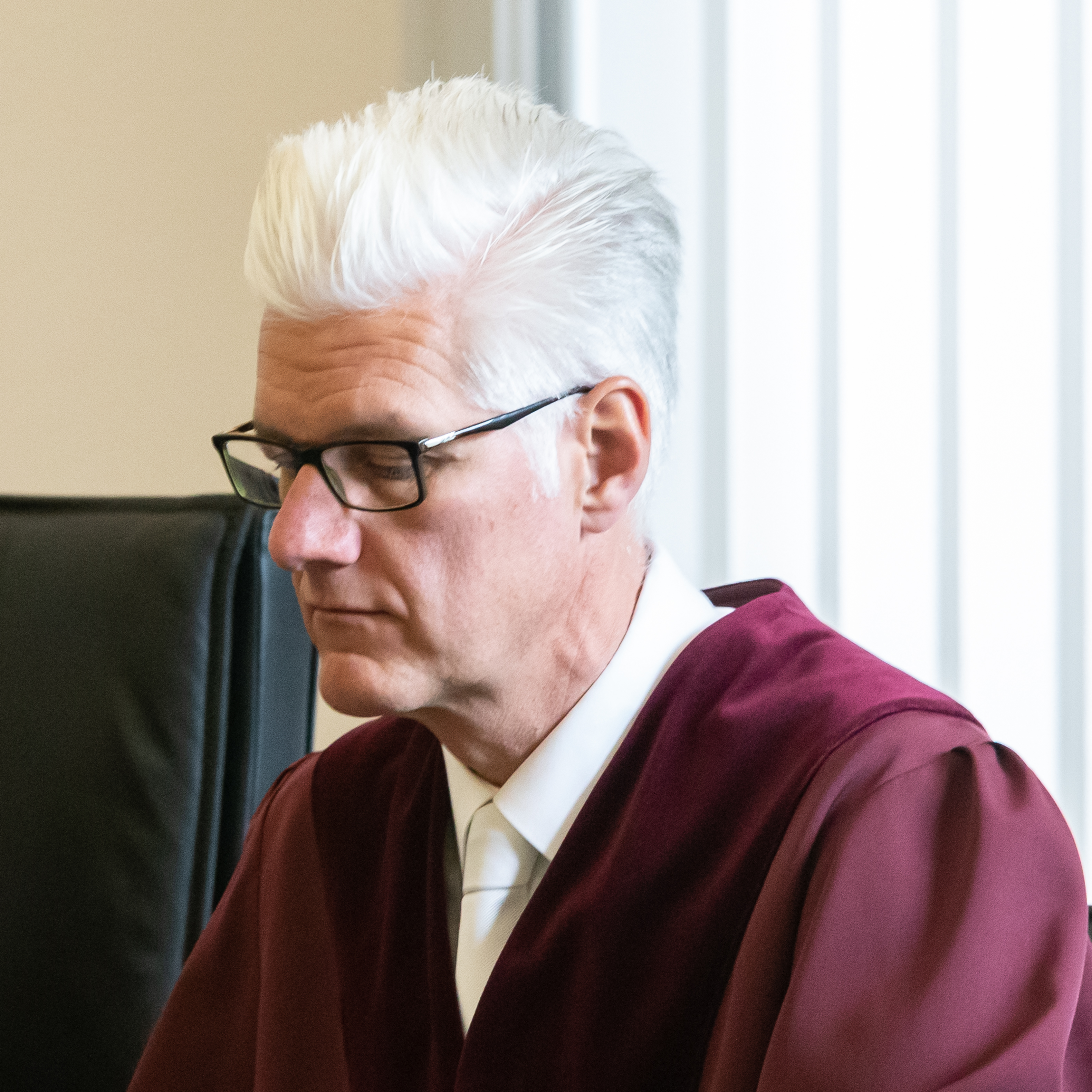
Christian Löffler bei einer Verhandlung (2018)

Christian Löffler (* 10. Mai 1963 in Neumünster) ist ein promovierter deutscher Jurist und Richter am Bundesgerichtshof.

## Leben
Löffler ist in Neumünster geboren. Nach dem Abschluss seiner juristischen Ausbildung im Jahr 1993 war er zunächst als Justitiar bei einem Verlagshaus tätig. 1997 trat er in den höheren Justizdienst der Freien und Hansestadt Hamburg ein. Nach Verwendungen bei dem Amtsgericht Hamburg und dem Landgericht Hamburg wurde er im Jahre 1999 zum Richter am Landgericht Hamburg ernannt. 2003 wurde er zum Richter am Hanseatischen Oberlandesgericht in Hamburg ernannt. Seit seiner am 1. Juli 2009 wirksam gewordenen Ernennung zum Richter am Bundesgerichtshof gehörte er zunächst dem hauptsächlich für das Gesellschaftsrecht zuständigen II. Zivilsenat und später dem vornehmlich für das Wettbewerbs-, Marken- und Urheberrecht sowie das Transportrecht zuständigen I. Zivilsenat und dem Kartellsenat an.

## Veröffentlichungen
- Grund und Grenzen der steuerstrafrechtlichen Selbstanzeige – Über die strafrechtliche Erklärung des § 371 AO. In: Kieler Schriften zum Strafrecht, Nomos Recht, 1992, ISBN 3-7890-2645-X
- Verstößt die "Benetton-Werbung" gegen die guten Sitten iS des § 1 UWG? In: Archiv für Presserecht. (AfP) 1993, S. 536.
- Störerhaftung oder Beihilfe durch Unterlassen? In: Wolfgang Büscher, Willi Erdmann, Maximilian Haedicke, Helmut Köhler, Michael Loschelder (Hrsg.): Festschrift für Joachim Bornkamm zum 65. Geburtstag. C.H. Beck, München 2014, ISBN 978-3-406-65911-9, S. 37ff.
- Der Schutz einer literarischen Figur im Urheber- und Wettbewerbsrecht. In: Hans-Jürgen Ahrens, Joachim Bornkamm, Karl-Heinz Fezer, Thomas Koch, Mary-Rose McGuire, Gert Württenberger (Hrsg.): Festschrift für Wolfgang Büscher. Carl Heymanns Verlag 2018, ISBN 978-3-452-28944-5, S. 207ff.
- Mitautor des Handbuchs Teplitzky, Wettbewerbsrechtliche Ansprüche und Verfahren, 11. Auflage, Carl Heymanns Verlag 2016, ISBN 978-3-452-27920-0.